# Здание водочно-ликёрного завода Резакова

Здание водочно-ликёрного завода Резакова — памятник архитектуры и истории во Владикавказе, Северная Осетия. Выявленный объект культурного наследия России. Памятник, связанный с историей промышленного развития Владикавказа и созданием местной комсомольской организации. Находится на улице Маркуса, д. 10.
Здание построено в 1900 году на Марьинской улице (современная улица Маркуса) собственником Темир-Булатом Резаковым, который владел также соседним домом № 8. Дом использовался для производства алкогольных напитков. В этом же доме находился винный погреб и склад, гастрономическая лавка Селезнёва и бакалейная лавка Алекпер-Гаджи-Мамед-оглы. Здесь проживал хирург Лаврентий Борисович Газданов.
В 1918—1919 годах в доме собирался Коммунистический союз молодёжи «Спартак», из которого в последующем образовалась областная комсомольская организация.
В 1988 году решением № 537 Орджоникидзевского городского Совета народных депутатов от 28.10.1988 года на здании была укреплена мемориальная доска союзу «Спартак» из белого мрамора. Была снята в 1991 году и восстановлена в 2019 году.